# Joseph Fofé
Joseph Fofé Tapydji (* 1935 oder 1936; † 2. Oktober 2010 in Paris) war ein kamerunischer Diplomat und Politiker.

## Biografie
Fofé studierte Zahnchirurgie an der Fakultät für Medizin und Pharmazie der Universität Nantes und war nach seinem Staatsexamen und seiner Rückkehr nach Kamerun 1966 als Zahnarzt tätig. Zuletzt war er zwischen 1983 und 1984 Medizinischer Berater des Zentralkrankenhauses in Yaoundé.
Am 4. Februar 1984 wurde er von Staatspräsident Paul Biya zum Minister für Arbeit und soziale Vorsorge ernannt und gehörte der Regierung zunächst bis zum 24. August 1985 an. Darüber hinaus war er zwischen dem 21. November 1986 und dem 7. Dezember 1990 Minister für Jugend und Sport. Als solcher wurde er nach dem Ausscheiden der kamerunischen Fußballnationalmannschaft bei der Weltmeisterschaft 1990 in Italien entlassen.
Zuletzt wurde er im August 2008 außerordentlicher und bevollmächtigter Botschafter in der Zentralafrikanischen Republik.